# Aquarius conformis
Aquarius conformis är en insektsart som först beskrevs av Philip Reese Uhler 1878.  Aquarius conformis ingår i släktet Aquarius och familjen skräddare. Inga underarter finns listade i Catalogue of Life.